# Гимн Сейшельских Островов
Встанем вместе, все сейшельцы (сейш. Koste Seselwa, англ. Join together all Seychellois) — государственный гимн Сейшел, принятый 18 июня 1996.

## История
После принятия Конституции Сейшельских островов в стране был объявлен конкурс, по итогам которого должен был быть выбран новый государственный гимн. Гимн был создан Дэвидом Андре и Джорджем Пейет в 1996-м. По словам самого Джорджа, гимн был написан за 1 день. 
Их версия понравилась организаторам конкурса, которые предложили им поработать вместе, ведь гимн в заявке именно то, что они искали. Дэвид и Джордж поселились в старом доме в Ла-Плен-Сент-Андре, в котором, со временем, пришли к конечному варианту гимна. 
Аранжировка гимна была выполнена российским оркестровым специалистом Анатолием Саватиновым. 
Гимн был принят в качестве официального гимна Сейшельских островов в национальный день — 18 июня 1996 года

## Текст гимна насейшельском креольском языке
Sesel ou menm nou sel patri.
Kot nou viv dan larmoni.
Lazwa, lanmour ek lape.
Nou remersye Bondye.
Preserv labote nou pei.
Larises nou losean.
En leritaz byen presye.
Pour boner nou zanfan.
Reste touzour dan linite.
Fer monte nou paviyon.
Ansanm pou tou leternite.
Koste Seselwa.

## Транслитерация (МФА)[3]
se.sel u mɛ̃m nu sɛl pa.tɣi
kɔt nu viv dã la:.mɔ.ni
la.zwa lã.mu: ek la.pɛ
nu ɣe.mɛ:.sje bɔ̃.dje
pɣe.zɛ:v la.bo.te nu pɛ.i
la.ɣi.sɛs nu lɔ.se.ã
ɛ̃ le.ɣi.taz bjɛ̃ pɣe.sje
pu: bɔ.nɛ: nu zã.fã
ɣɛs.te tu.zu: dã li.ni.te
fɛ: mɔ̃.te nu pa.vi.jɔ̃
ã.sãm pu tu le.tɛ:.ni.te
kɔs.te se.sel.wa

## Текст гимна нафранцузском языке
Seychelles, notre seule patrie
Où nous vivons en harmonie
La joie, l'amour et la paix
Nous remercions le Bon Dieu !
Préservons la beauté de notre pays
La richesse de notre océan
Un héritage très précieux
Pour le bonheur de nos enfants
Restons toujours unis
Élevons notre drapeau
Ensemble pour l'éternité
Unissons-nous Seychellois !

## Английская версия текста
Seychelles our only fatherland
Where we live in harmony
Happiness, love and peace
We give thanks to God.
Preserve the beauty of our country
The riches of our oceans
A precious heritage
For the happiness of our children.
Live forever in unity
Raise our flag
Together for all eternity
Join together all Seychellois.

## Внешние ссылки
- Страница гимна на сайте nationalanthems.info